# Bellatrix Lestrange
Bellatrix Lestrange (r. Black) (1951. – 2. svibnja 1998.) je čistokrvna vještica iz romana o Harryju Potteru J. K. Rowling. Bellatrix je najstarija kći Cygnusa Blacka III., (brata Walburge Black, majke Siriusa III. Blacka) i Druelle Black (rođ. Rosier), i starija sestra Andromede Tonks i Narcisse Malfoy. Članica je Kuće Blackovih, jedne od 28 preostalih čistokrvnih obitelji u razdoblju 1930-ih. Započela je školovanje u Hogwartsu 1962, u domu Slytherin.
Nakon završetka školovanja u Hogwartsu, postala je Smrtonoša. Bila je fanatično odana Lordu Voldemortu, i bila je među najopasnijim i najbrutalnijim Voldemortovim sljedbenicima. Dok su se Bellatrix i Narcissa udale za čistokrvne čarobnjake, Andromeda se udala za Teda Tonksa, čarobnjaka bezjačkog porijekla, pa je se obitelj odrekla. Walburga Black, Siriusova majka, spalila je Andromedu s tapiserije obiteljskog stabla Blackovih, baš kao i Siriusa kad je pobjegao od kuće. Članovi kućanstva nisu smjeli pričati o njoj. Na kraju prvog čarobnjačkog rata, Bellatrix, Rodolphus Lestrange (muž), Rabastan Lestrange (šogor), i Bartemius Crouch ml. sudjelovali su u mučenju Aurora Franka i Alice Longbottom, Nevilleovih roditelja, dok Aurori nisu poludjeli, tražeći informacije o Lordu Voldemortu nakon njegova pada od ruke Harryja Pottera. Uhvaćeni su i kažnjeni na doživotno zatoćeništvo u Azkabanu.
Bellatrix bježi iz Azkabana u masovnom bijegu 1996., skupa s još devetero Smrtonoša.[HP5].  Bellatrix dalje sudjeluje u nekoliko bitaka Drugog čarobnjačkog rata, s ciljem ubijanja bilo kojeg člana svoje obitelji, koji su i članovi Reda feniksa, poput njena bratića Siriusa Blacka i nećakinje Nymphadore Tonks. Bellatrix također nožem ubija bivšeg kućnog vilenjaka obitelji Malfoy, Dobbyja. Tijekom bitke za Hogwarts, osim Voldemort, ona je zadnji Smrtonoša na nogama, no, u borbi ju ubija Molly Weasley nakon što je Bellatrix pokušala ubiti Mollyinu kći, Ginevru "Ginny" Weasley.
U zasebnom scenariju napravljenom za predstavu, odnosno "osmom djelu" romana- Harry Potter i Ukleto dijete se saznaje da je s Voldemortom imala kćer, Delphini, koja je rođena oko 1997. Delphini je vjerojatno začeta s namjerom da se produži loza obitelji Gaunt, odnosno Slytherin te kao nagrada Bellatrix za njenu odanost.

## Fizički izgled
Bellatrix je u Plamenom peharu opisana kao visoka žena duge, guste, sjajne, tamne kose, tankih usnica, očima teških kapaka i dugih trepavica. Drži se arogantno, što je uobičajeno za članove obitelji Black, ali poput Siriusa, vrijeme provedeno u Azkabanu uzelo je svoj danak, pa je pri izlasku izgledala ispijeno, mršavo i bolesno.[HP5] Kao Smrtonoša, Bellatrix ima tamni znamen na unutarnjoj strani lijeve podlaktice.
Bellatrix jako sliči mlađoj sestri, Andromedi Tonks, na prvi pogled. No, Andromeda ima malo svjetliju kosu, usrdnije lice, i šire oči.[HP7]

## Osobnost i osobine
Bellatrix je veoma sadistički nastrojena, s brutalnim, nasilnim sklonostima.[HP6] Pametna je, inteligentna, ali se može lako omesti, i ima žestoku i opasnu narav, osobinu koju dijeli sa Siriusom i svojom tetkom Walburgom. Iznimno se ponosi svojom titulom najodanijeg sluge Lorda Voldemorta.
Bellatrix je ropski posvećena Lordu Voldemortu, i vjeruje da mu je dokazala vjernost godinama odslužene kazne u Azkabanu, koje su joj, čini se, pogoršale mentalno stanje. Ona je Voldemortov najvjerniji sluga i najposvećeniji sljedbenik, ali također, i najpokvareniji i najzlobniji Smrtonoša, uvijek voljna baciti kletvu mučenja na neprijatelje, kao i na vlastitu obitelj; Harry Potter ističe kako je Bellatrix "luda koliko i njen gospodar."[HP5]
Bellatrix je egocentrična i arogantna, Harry Potter ju opisuje kao osobu koja "tretira svakoga kao gamad." Opsjednuta je s čistoćom krvi, i iznimno se ponosi obiteljskom aristokracijom i čistokrvnošću. Poput ostalih sljedbenika Lorda Voldemorta, i ona se žestoko protivi svima koji ne podupiru njena stajališta ili nisu čistokrvni: čistokrvnim "izdajicama" (Weasleyjevi), polutanima (jedan roditelj čarobnjak, drugi bezjak), "mutnjacima" (oba roditelja bezjaci), bezjacima, i "mješancima" (kentauri), ali nema problem ubiti članove vlastite obitelji koji ne dijele njena stajališta.
Bellatrix je prirodni vođa i zna preuzeti odgovornost u kompliciranijim situacijama, poput Bitke Odjela tajni ili Okršaja u vili Malfoyevih. Ondje se može vidjeti još jedan primjer njene odlučnosti i bešćutnosti, u činjenici da ne drži bespotrebne zatvorenike, već ih odmah ubije, što je planirala s grupom Hvatača koji ju nisu slušali u Malfoyevoj vili, 1998.[HP7]
Unatoč svojoj zlobnoj osobnosti, nije bila nesposobna brinuti se za par ljudi. Opsesivno je voljela svog gospodara, Lorda Voldemorta. Također ju je i seksualno privlačio, iako joj nije uzvraćao osjećaje jer nije bio sposoban voljeti. Bila je veoma bliska s mlađom sestrom, Narcissom Mafloy. Nevoljko je s njom otišla do Severusa Snapea u Prelčev kraj, protivno naredbama Gospodara tame, i nije izdala sestru. Također je pokazivala ljubav prema nećaku, Dracu Malfoyu, učeći ga Oklumenciji i vjerojatno drugim vještinama.

## Čarobne sposobnosti i vještine
Bellatrix Lestrange je veoma moćna i opasna vještica. Vješto je vladala Mračnim silama, znala se iznimno boriti, i bila je odličan Oklument. Mnoge pobjede protiv izučenih i vještih čarobnjaka i aurora dokaz su njene izvanredne borbene vještine.
- Mračne sile: Bellatrix tvrdi da ju je Mračnim silama podučavao sam Voldemort, a prikazuje posebnu sklonost Neoprostivoj kletvi mučenja, Crucio. Hvali se kako posjeduje znanje o Tamnim kletvama čiju moć bi shvatiti mogla tek nekolicina.[HP5]; tu tvrdnju podržava njen status Voldemortove "desne ruke". Poput svog gospodara, Bellatrix je sposobna baciti Ubojitu kletvu bez suosjećanja za život koji želi ugasiti. No, suprotno Voldemortu, ona se preferira "igrati plijenom" prije no što ga ubije, što čini s tolikom vještinom da joj se žrtve mogu onesvijestiti, poput Hermione Granger[HP7], ili čak poludjeti, poput Franka i Alice Longbottom.[HP4] Poput mnogih drugih Smrtonoša, može prizvati Tamni znamen.[HP6]
- Neverbalne čarolije: Bellatrix je sposobna u velikoj mjeri koristiti neverbalnu magiju. Ubila je lisicu zelenom svjetlošću (vjerojatno Ubojitom kletvom) na putu do Prelčeva kraja.[HP6] Vatreno se Borila s Molly Weasley s tolikim intenzitetom da je tlo pod njihovim nogama postao "vruć i popucan", bez spomena ijedne inkantacije.[HP7] Također je ispalila neverbalnu kletvu na Harryja, koja je uzrokovala da se bazen prepun plivajućih mozgova prevrne na njega, dok ju je lovio po Odjelu tajni.[HP5] Također je neverbalno desetkovala Veliku dvoranu[HP6], i nepoznatom čarolijom bacila Greybacka na koljena u Vili Malfoyevih.[HP7]
- Dvoboj: Bellatrix Lestrange je nevjerojatno talentirana duelistica, sposobna pobijediti i ozbiljno ozlijediti dva aurora, Nymphadoru Tonks i Kingsleya Shacklebolta tijekom Bitke u Odjelu tajni, kao i Siriusa Blacka. Ona je jedini Smrtonoša koja je uspjela odbiti čaroliju samog Albusa Dumbledorea, što joj je omogućilo da mu pobjegne.[HP5] Sama je, brzinski, pobijedila četiri Hvataća u vili Malfoyevih. Kasnije je ubila svoju nećakinju, Nymphadoru Tonks, tijekom bitke. Prije smrti, Bellatrix se bori protiv Hermione Granger, Lune Lovegood, i Ginny Weasley odjednom, i opisano je kako je Bella sama jednako vješta kao tri uvježbane, ako neiskusne (u usporedbi s njom) vještice. Umrla je od ruke Molly Weasley jer je znatno podcijenila vješticu, koju je vodila tuga zbog smrti Freda Weasleyja, kao i strah za kći, Ginny, koju je Bellatrix pokušala ubiti.[HP7] Osim toga, unatoč godinama zatočeništva u Azkabanu, Bellatrix ima zadivljujuće reflekse, koji nadmašuju one Harryja Pottera; sposobna je prizvati čaroliju štita i odbiti njegovu čaroliju natrag na njega istog trena.[HP5] Također može baciti nož i zavidnom preciznošću pogoditi metu. Tijekom Bitke za Hogwarts, Bellatrix je zadnji Smrtonoša na nogama, osim Voldemorta, a treba spomenuti da je koristila štapić čiju odanost vjerojatno nije osvojila, jer je njezin štapić ukrao Harry, što je daljnji dokaz njene vještine.[HP7]
- Oklumencija: Bellatrix je učila Draca Malfoya Oklumenciji kao dio misije ubojstva Albusa Dumbledorea. Njen trening je bio toliko uspješan, da je Draco uspio blokirati pokušaje Severusa Snapea da mu uđe u um.[HP6]
- Čarolije: Bellatrix prikazuje vičnost Čarolijama, s obzirom na to da je jedina Smrtonoša, osim Voldemorta, koja je uspjela odbiti napad samog Dumbledorea.[HP5] Međutim, ne može izvesti čaroliju Patronusa jer nema dovoljno pozitivno sjećanje.
- Letenje: Bellatrix je sudjelovala u Bitci sedam Pottera, te se borila sa svojom nećakinjom tijekom leta. Njena uspješnost u bitci pokazuje njene sposobnosti kao letača.[HP7]
- Neprekršiva zakletva: Bellatrix može baciti veznu čaroliju Neprekršive zakletve za Draca Malfoya, koja je sposobna Severusa Snapea prisiliti da ubije Albusa Dumbledorea i zaštiti Draca neovisno želi li to, ili ne.[HP6]
- Vještine podučavanja: Bellatrix je naučila Draca Oklumenciji, Neoprostivim kletvama, i nekoliko neverbalnih čarolija prije Dracove šeste godine u Hogwartsu[HP6]. Također je nenamjerno naučila Harryja kako se bacaju Neoprostive kletve[HP5], jer je Harry priznao kako je uspješno bacio kletvu mučenja na Amycusa Carrowa upravo zbog njena zadirkivanja.[HP7]

## Odnosi

### Obiteljski
Bellatrix je obiteljske čistokrvne vrijednosti uzimala veoma ozbiljno, udala se u čistokrvnu čarobnjačku obitelj i proganjala je sve "izdajnike". Također je slijepo vjerovala ideologiji Smrtonoša. Nije imala suosjećanja prema članovima obitelji koji nisu fanatički slijedili predrasudne vrijednosti u koje je ona vjerovala. Oni su proglašeni izdajicama, i napadala ih je i ubijala bez razmišljanja.
Imala je prilično blisku i odanu vezu s mlađom sestrom Narcissom, koju je iz milja zvala "Cissy." Iako nije vjerovala Severusu Snapeu te je pokušala razuvjeriti sestru od traženja njegove pomoći, Bellatrix je s Narcissom pošla u Prelčev kraj, kako bi zatražila Snapeovu pomoć, i osigurala da Draco Malfoy uspije u zadatku koji mu je namijenio Lord Voldemort 1996.
Nakon što je Snape pristao na Neprekršivu zakletvu, Bellatrix ga je Vezala s Narcissom, osiguravajući da će Snape ispuniti svoja obećanja Narcissi. Narcissa i Bellatrix su se ponekad sukobile oko Narcissine zaštitnosti prema sinu; Bellatrix je smatrala kako bi Narcissa trebala biti ponosna što joj je sin Smrtonoša, dok je Narcissin prvi prioritet bila sigurnost njena muža i djeteta. Unatoč tome, bile su veoma povezane, pa je Bellatrix čak učila Draca Oklumenciji kako bi mu pomogla u izvršavanju misije.[HP6]
S druge strane, Bellatrix je mrzila svoju "izdajničku" rodbinu. Nakon što joj se sestra Andromeda udala za "mutnjaka" te je se obitelj odrekla, Bellatrix ju nikad više nije vidjela[HP7]. Ona i njen "dragi rođak" Sirius Black uzajamno su se mrzili. Nakon što je ubila Siriusa, Bellatrix se izrugivala Harryju zbog smrti njegova kuma u više navrata.[HP5]
Bellatrix je također željno napala svoju nećakinju, Nymphadoru Tonks, u bar tri navrata — vjerojatno iz više razloga: Tonks je polutana, Auror, članica Reda feniksa, udala se za vukodlaka, i Voldemort je s Bellatrix komentirao "podrezivanje svog obiteljskog stabla". Bellatrix je ubila Tonks tijekom Bitke za Hogwarts u svibnju 1998.[HP7]

### Lord Voldemort
Bellatrix je bila opsesivno zaljubljena u Lorda Voldemorta. Bellatrix nikad nije skrivala svoju vjernost tijekom Voldemortova pada 1981. Ponosno je tvrdila kako je ona njegova najvjernija sluškinja, kao i da će se Gospodar tame ponovno uzdići. Za nju je Azkaban bio samo mjesto gdje je čekala njegov povratak.[HP4] No nije bila samo fanatik, već je dijelila njegova uvjerenja o krvnoj čistoći, kao i fascinaciju Crnom magijom.
Opisana je njena ropska posvečenost gospodaru, njena fasciniranost njime, kao i romantičnost kojom mu se obraća.[HP7] Bar jednom, tijekom sastanka Smrtonoša 1997. u vili Malfoyevih, obrazi su joj se zarumenjeli i na oči su joj navirale suze dok ju je Voldemort hvalio. Gospodar tame nije joj uzvraćao osjećaje jer nije mogao spoznati ljubav. Ipak, zbog svoje egocentričnosti, moguće je kako je bio barem zadovoljan njenom željom prema njemu.
Poštovao je njene zavidne talente i vještine, i smatrao ju je vrijednijom od svojih drugih sluga. Na kraju Bitke u Odjelu tajni, hvata ju i zajedno se dezaparatiraju odande. Ona je jedini Smrtonoša kojem je Voldemort ikad pomogao.[HP5]
Nakon što ju je Molly Weasley ubila, tijekom Završne bitke, Voldemortov bijes je "eksplodirao kao bomba". Jedino je njenu smrt pokušao osvetiti (prije no što se Harry Potter (lik) umiješao). Unatoč tome, nije vjerojatno da mu je bilo doista stalo do nje. Bio je ljut jednostavno jer je izgubio nekoga veoma korisnoga.
U zasebnoj predstavi, Harry Potter i Ukleto dijete, otkriveno je kako je Bellatrix rodila Voldemortovo dijete, Delphini.